# Arnau Martínez
Pour les articles homonymes, voir Martinez.
Arnau Martínez, né le 25 avril 2003 à Premià de Dalt en Espagne, est un footballeur espagnol qui évolue au poste d'arrière droit au Girona FC.

## Biographie

### En club
Né à Premià de Dalt en Espagne, Arnau Martínez est notamment formé au FC Barcelone, où il intègre La Masia avant de poursuivre sa formation au CE L'Hospitalet puis au Girona FC, qu'il rejoint en 2018 à l'âge de 15 ans.
C'est avec le Girona FC, qu'il commence sa carrière en professionnel, jouant son premier match le 17 décembre 2020, lors d'une rencontre de Copa del Rey face au Gimnástica Segoviana CF (en). Il entre en jeu et son équipe s'impose par deux buts à zéro. Le 9 mai 2021, il inscrit son premier but en professionnel lors d'une rencontre de championnat contre l'UD Logroñés. Il est titulaire et son équipe s'impose par quatre buts à un ce jour-là. Avec cette réalisation il devient le plus jeune buteur de l'histoire du Girona FC, à 18 ans et 14 jours.
Le 3 janvier 2022, Arnau Martínez prolonge son contrat avec le Girona CF jusqu'en juin 2025.
Martínez inscrit son premier but en première division le 18 septembre 2022, face au Betis Séville. Titulaire, il ouvre le score, mais ne peut empêcher la défaite de son équipe par deux buts à un.

### En sélection
Arnau Martínez est convoqué pour la première fois avec l'équipe d'Espagne des moins de 19 ans en août 2021. Il joue son premier match le 3 septembre suivant contre le Mexique (victoire 5-1 de l'Espagne). Il inscrit son premier but lors de sa quatrième apparition, le 13 novembre 2021 face à l'Azerbaïdjan (cette fois son équipe l'emporte par six buts à zéro). 
Arnau Martínez est convoqué pour la première fois avec l'équipe d'Espagne espoirs en septembre 2022. Il joue son premier match lors de ce rassemblement, le 22 septembre 2022 contre la Roumanie. Il est titularisé et les Espagnols l'emportent par quatre buts à un.

## Statistiques
| Saison                | Club                  | Championnat           | Championnat | Championnat | Championnat | Coupe(s) nationale(s) | Coupe(s) nationale(s) | Coupe(s) nationale(s) | Compétition(s) continentale(s) | Compétition(s) continentale(s) | Compétition(s) continentale(s) | Compétition(s) continentale(s) | Play-offs | Play-offs | Play-offs | Total | Total | Total |
| Saison                | Club                  | Division              | M.          | B.          | P.d.        | M.                    | B.                    | P.d.                  | Comp.                          | M.                             | B.                             | P.d.                           | M.        | B.        | P.d.      | M.    | B.    | P.d.  |
| 2020-2021             | Girona FC             | LaLiga 2              | 12          | 1           | 2           | 4                     | 0                     | 0                     | -                              | -                              | -                              | -                              | 4         | 0         | 0         | 20    | 1     | 2     |
| 2021-2022             | Girona FC             | LaLiga 2              | 36          | 1           | 5           | 2                     | 0                     | 0                     | -                              | -                              | -                              | -                              | 4         | 1         | 0         | 42    | 2     | 5     |
| 2022-2023             | Girona FC             | LaLiga                | 33          | 3           | 4           | 2                     | 0                     | 0                     | -                              | -                              | -                              | -                              | -         | -         | -         | 35    | 3     | 4     |
| 2023-2024             | Girona FC             | LaLiga                | 21          | 0           | 2           | 5                     | 0                     | 1                     | -                              | -                              | -                              | -                              | -         | -         | -         | 26    | 0     | 3     |
| 2024-2025             | Girona FC             | LaLiga                | 32          | 2           | 2           | 2                     | 1                     | 1                     | C1                             | 5                              | 0                              | 0                              | -         | -         | -         | 39    | 3     | 3     |
| Total sur la carrière | Total sur la carrière | Total sur la carrière | 134         | 7           | 15          | 15                    | 1                     | 2                     | -                              | 5                              | 0                              | 0                              | 8         | 1         | 0         | 162   | 9     | 17    |